# Christoph Upilio
Christoph Upilio (auch Christoph Schefferlein; * um 1572 in Würzburg; † 1645 in Bamberg) war ein Arzt und Stadtphysikus in Bad Neustadt an der Saale. 

## Leben
Der Sohn des Arztes Wilhelm Upilio studierte ab dem 18. November 1590 Medizin an der Universität Würzburg. Nach der Promotion war er ab 1603 Stadtarzt in Bad Neustadt an der Saale. Er dürfte ab 1641 in Bamberg gelebt haben, wo er auch starb. Sein Sohn war der Arzt Wolfgang Upilio.

## Schriften
- Almanach Würtzburger Bisthumbs 1604. Würzburg 1603.
- Almanach Würtzburger Bisthumbs 1616. Würzburg 1615.
- Aeternae sol iustitiae vosque coelestia coelicorum dicastarum lumina potentibus radiis allucete. Würzburg 1645.